# Адміністративний поділ Гамбії
Гамбія поділяється на одне місто і 5 округів (англ. Division)
Вони в свою чергу поділяються на 37 районів (англ. district), один з яких — Північний Комбо (Комбо Сент Мері) є частиною Великого Банжула.
| Карта | №                | Округ            | Провінція (English) | Адміністративний центр | Площа, км²     | Населення, чол. (2010) | Щільність, чол./км² |
| ----- | ---------------- | ---------------- | ------------------- | ---------------------- | -------------- | ---------------------- | ------------------- |
|       |                  |                  |                     |                        |                |                        |                     |
| 1     | Нижня Річка      | Lower River      | Манса-Конко         | 1 618                  | 75 139         | 46,44                  |                     |
| 2     | Центральна Річка | Central River    | Яньянбуре           | 2 895                  | 201 378        | 69,56                  |                     |
| 3     | Північний Берег  | North Bank       | Кереван             | 2 256                  | 180 170        | 79,86                  |                     |
| 4     | Верхня Річка     | Upper River      | Бассе-Санта-Су      | 2 070                  | 198 773        | 96,03                  |                     |
| 5     | Західний район   | Western Division | Брікама             | 1 764                  | 529 280        | 300,04                 |                     |
| 6     | Банжул           | Banjul           | Банжул              | 88                     | 523 589 (2003) | 5949,88                |                     |
|       | Всього           |                  |                     | 10 691                 | 1 708 329      | 159,79                 |                     |